# Boronsäureester

Allgemeine Struktur eines Boronsäureesters

Boronsäureester sind eine Stoffgruppe der organischen Chemie und eine Untergruppe der Bororganischen Verbindungen. Es handelt sich um die Ester der Boronsäuren.

## Herstellung
Boronsäureester können durch direkte Veresterung von Boronsäuren mit Alkoholen gewonnen werden. Beispielsweise können Ester der Phenylboronsäure wie Ethylenphenylboronat, Propylenphenylboronat oder Brenzcatechinphenylboronat durch Erhitzen von Phenylboronsäure mit dem entsprechenden Alkohol in Toluol gewonnen werden. Im Allgemeinen binden Boronsäuren leicht Diole unter Bildung von Boronsäureestern. Je nach pH-Wert und Lösungsmittel kann die Reaktion aber auch leicht wieder umgekehrt werden.
Arylchloride können mit Bispinacolatodibor sowie (Bis(diphenylphosphin)ferrocen)palladium(II)-chlorid als Katalysator direkt in entsprechende Boronsäureester mit Pinakol als Alkoholkomponente überführt werden. Analog können diverse Heteroaromaten wie Thiophen, Furan, Pyrrol und Pyridin mit Bispinacolatodibor und einem Iridium-Katalysator zu entsprechenden Boronsäureestern umgesetzt werden. Bei solchen Borylierungen treten Iridium-Boryl-Komplexe als Intermediate auf. Ein solcher konnte in einer Studie isoliert werden und ermöglichte die effiziente Borylierung von Aromaten bei Raumtemperatur.

## Reaktionen
Ein enorm wichtiger Anwendungsbereich von Boronsäureestern – weit überwiegend mit Pinakol als Alkoholkomponente – sind Suzuki-Miyaura-Kupplungen. Die ursprünglichen Reagenzien hierfür waren Brenzcatechin-Boronsäureester, die von Boronsäuren verdrängt wurden, die wiederum von den Pinakol-Boronsäureestern verdrängt wurden. Dies hängt unter anderem mit der leichten synthetischen Zugänglichkeit dieser Edukte zusammen.
Ester der Phenylboronsäure wie Ethylenphenylboronat, Propylenphenylboronat oder Diisopropylphenylboronat wirken unter Katalyse mit Kupfer(II)-acetat als Phenylierungsmittel und können zur Herstellung von Phenylaminen und Phenylethern verwendet werden. Aromatische Boronsäureester des Pinakols können ebenso wie die freien Boronsäuren mit Hydroxylamin bei Raumtemperatur zu Phenolen umgesetzt werden.
Boronsäureester können durch Homologisierung mit Dichlormethyllithium zum hochstereoselektiven Aufbau von verzweigten Kohlenstoffketten und sekundären Alkoholen verwendet werden. Beispielsweise wurden Boronsäureester mit Pinandiol als Alkoholkompomponente für solche Reaktionen verwendet. Dazu wird der Ester zunächst bei −100 °C mit Dichlormethyllithium umgesetzt, was ein vierfach substituiertes Borat ergibt. Dieses lagert sich durch Reaktion mit Zinkchlorid wieder zu einem Boronsäureester um, der in α-Position ein Chloratom trägt, welches durch eine Organolithiumverbindung oder Grignard-Verbindung substituiert werden kann, um variable Verzweigungen aufzubauen. Der so erhaltene Boronsäureester kann erneut in der gleichen Weise umgesetzt werden, um Verbindungen mit mehreren konsekutiven Stereozentren aufzubauen. Die Methode wurde für die Synthese von Insektenpheromonen eingesetzt: (3S,4S)-4-Methyl-3-heptanol (Pheromon von Hylurgopinus rufipes, einem Borkenkäfer), exo-Brevicomin (Pheromon von Dendroctonus brevicomis, ebenfalls ein Borkenkäfer) und Eldanolid (Pheromon von Eldana saccharina, einem Zünsler).